# Батлер, Теодор
Теодор Батлер (англ. Theodore Earl Butler; 1861—1936) — американский художник-импрессионист. Был одним из основателей американского общества художников Society of Independent Artists.

## Биография
Родился 12 октября 1861 года в Колумбусе, штат Огайо, в семье Courtland Philip Livingston Butler (1813—1891) и Elizabeth Slade Pierce Butler (1822—1901).
Учился в колледже Marietta College города Мариетта, штат Огайо, который окончил в 1882 году. Затем с 1884 по 1886 год обучался в нью-йоркской Лиге студентов-художников с Джеймсом Беквитом, Кеньоном Коксом и Джулианом Уиром у Уильяма Чейза. Для продолжения обучения поехал в Париж.
В Париже Батлер обучался в Гранд-Шомьер, Академии Коларосси и Академии Жюлиана. Среди его учителей был французский художник Каролюс-Дюран. В 1888 году Батлер выиграл поощрительную премию Парижского салона за картину La Veuve («Вдова»). От Каролюса Теодор узнал о Клоде Моне, который жил в Живерни.

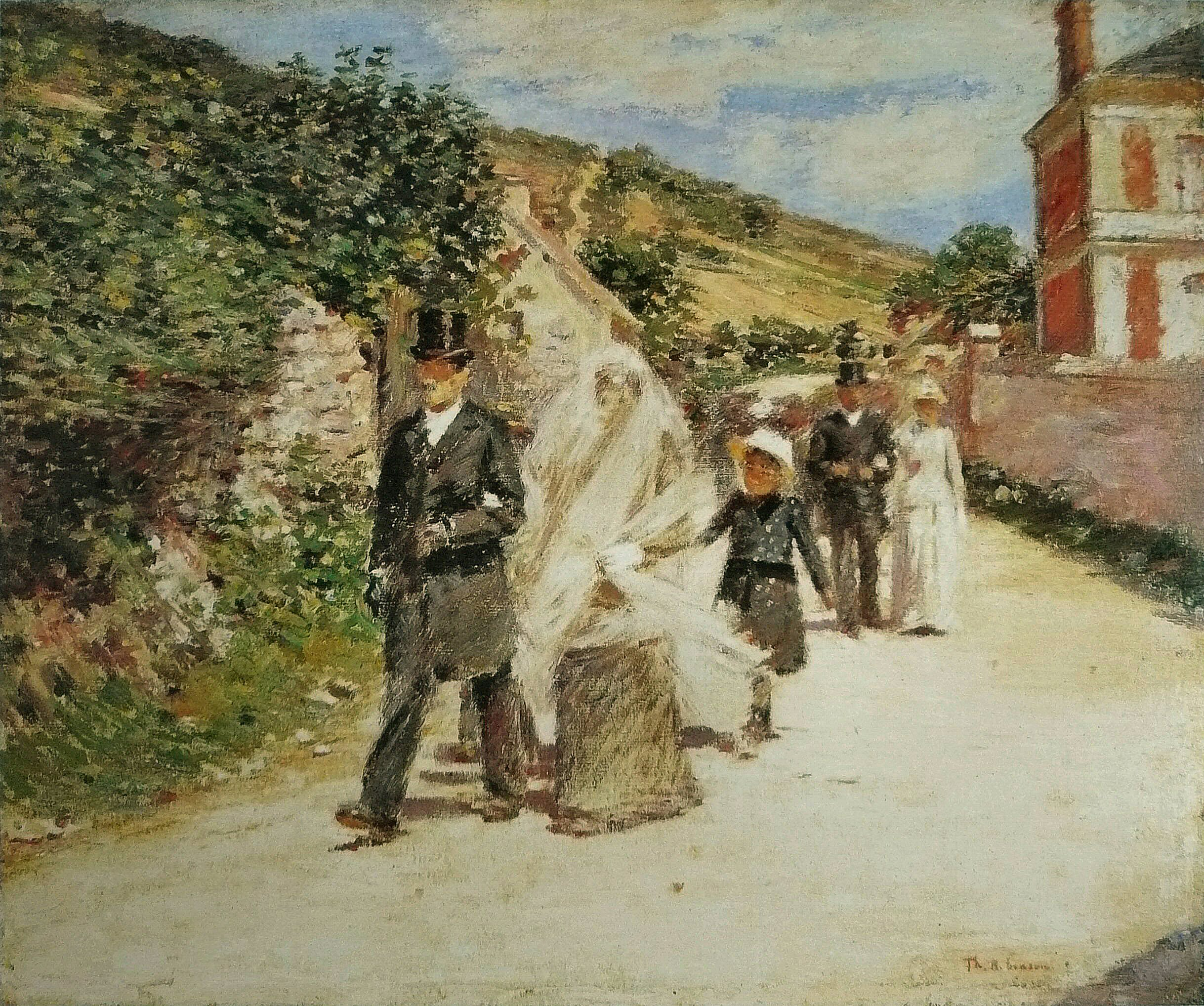
«Свадебный марш» Теодора Робинсона, 1892 год

В числе других американских художников Батлер провёл некоторое время в Живерни. Здесь он познакомился с падчерицей Моне — Сюзанной, в которую влюбился. 20 июля 1892 года состоялась их свадьба, которая была увековечена на полотне американского художника Теодора Робинсона под названием «Свадебный марш». У них был сын Джимми Батлер, родившийся в 1893 году, и дочь Лилли Батлер, которая родилась в следующем году. После смерти Сюзанны 6 февраля 1899 года её младшая сестра Марта (англ. Marthe Hoschedé) помогала Батлеру воспитывать детей. В этом же году Теодор решил вернуться в Соединённые Штаты. Там он организовал несколько персональных выставок в Нью-Йорке, в частности одна из них прошла в галерее французского торговца картинами Дюран-Рюэля. Спустя шесть месяцев он вернулся в Живерни, где в 1900 году женился на Марте Ошеде.
В 1914 году вся его семья переехала в Нью-Йорк, где он активно работал как живописец и общественный деятель. Вместе со своим другом-художником Джоном Слоуном он создал в 1916 году Общество независимых художников (англ. Society of Independent Artists) и входил в состав его совета директоров с 1918 по 1921 год. Вместе с женой они участвовали в делах американского Красного Креста. После 1921 года семья снова переехала в Живерни.
Умер 2 мая 1936 года в Живерни, Франция. Похоронен на городском кладбище Giverny Church Cemetery.
Интересно, что сестра Теодора Батлера — Mary Elizabeth Butler Sheldon, является отцовской прабабушкой президента США Джорджа Буша — старшего и, соответственно, прапрабабушкой президента США Джорджа Буша — младшего.

## Труды
Работы художника находятся во многих галереях США и Франции.

Некоторые работы
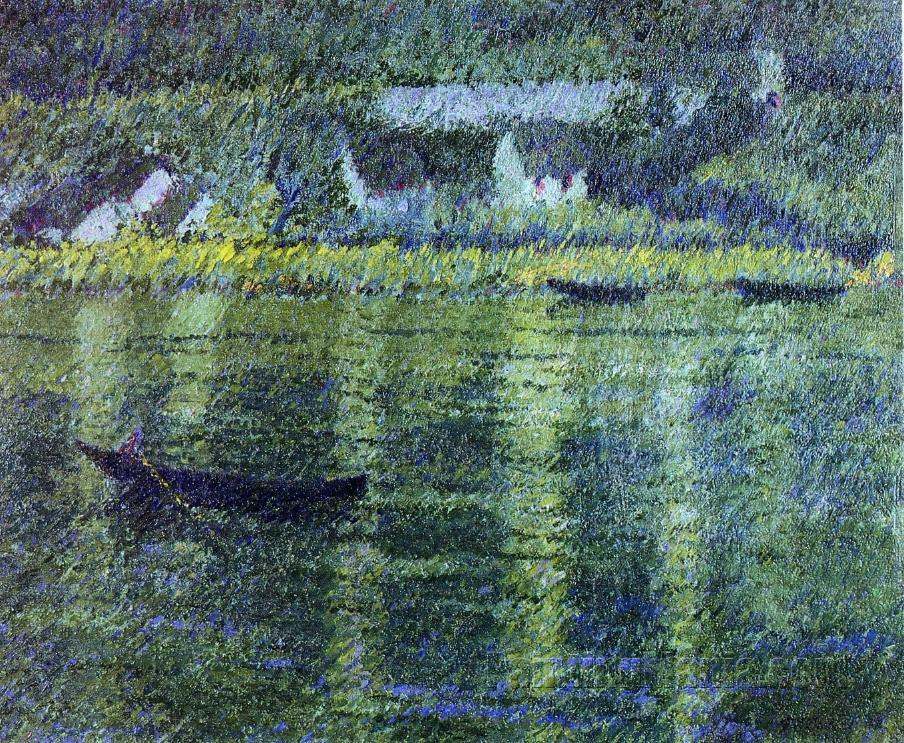
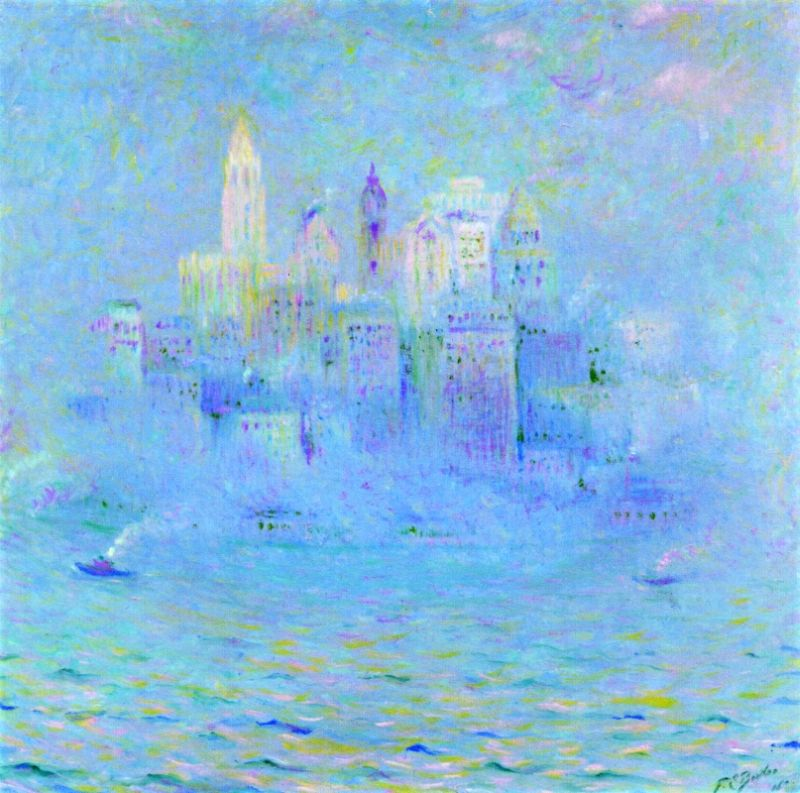
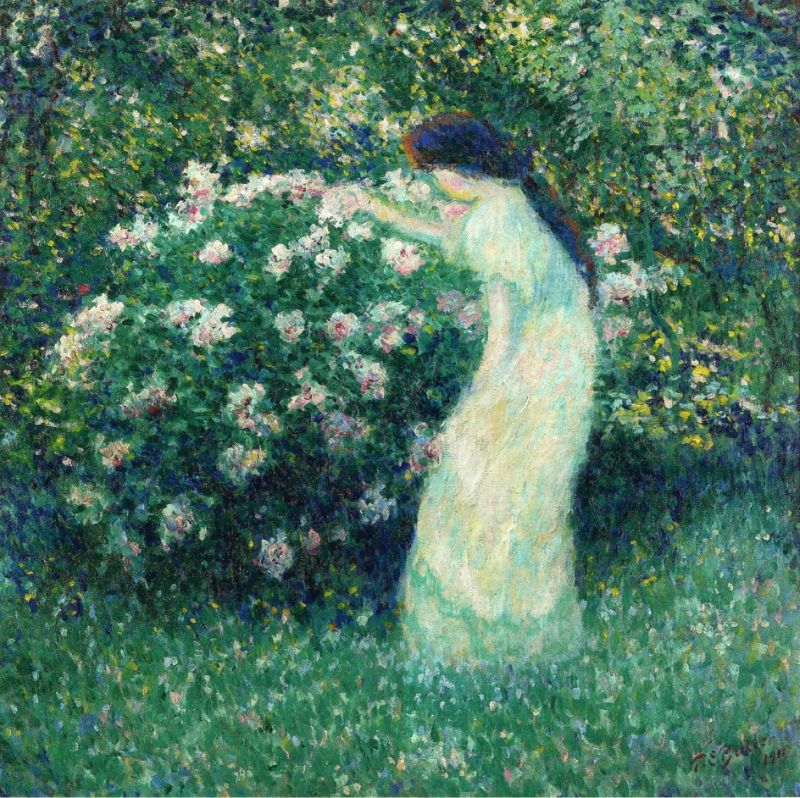
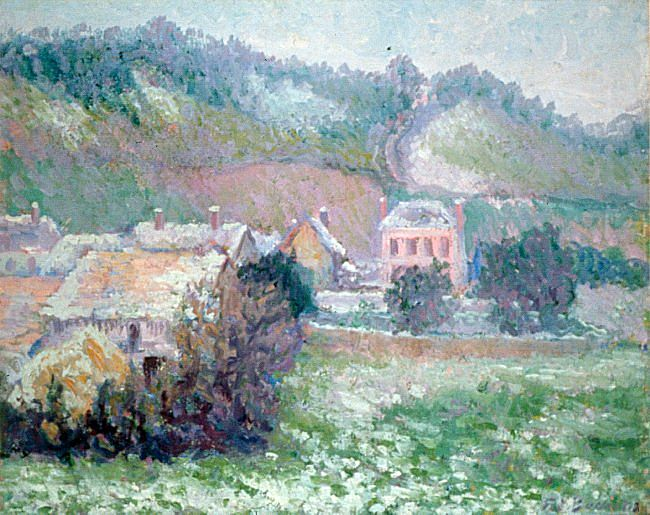